# Ute Schmiedel

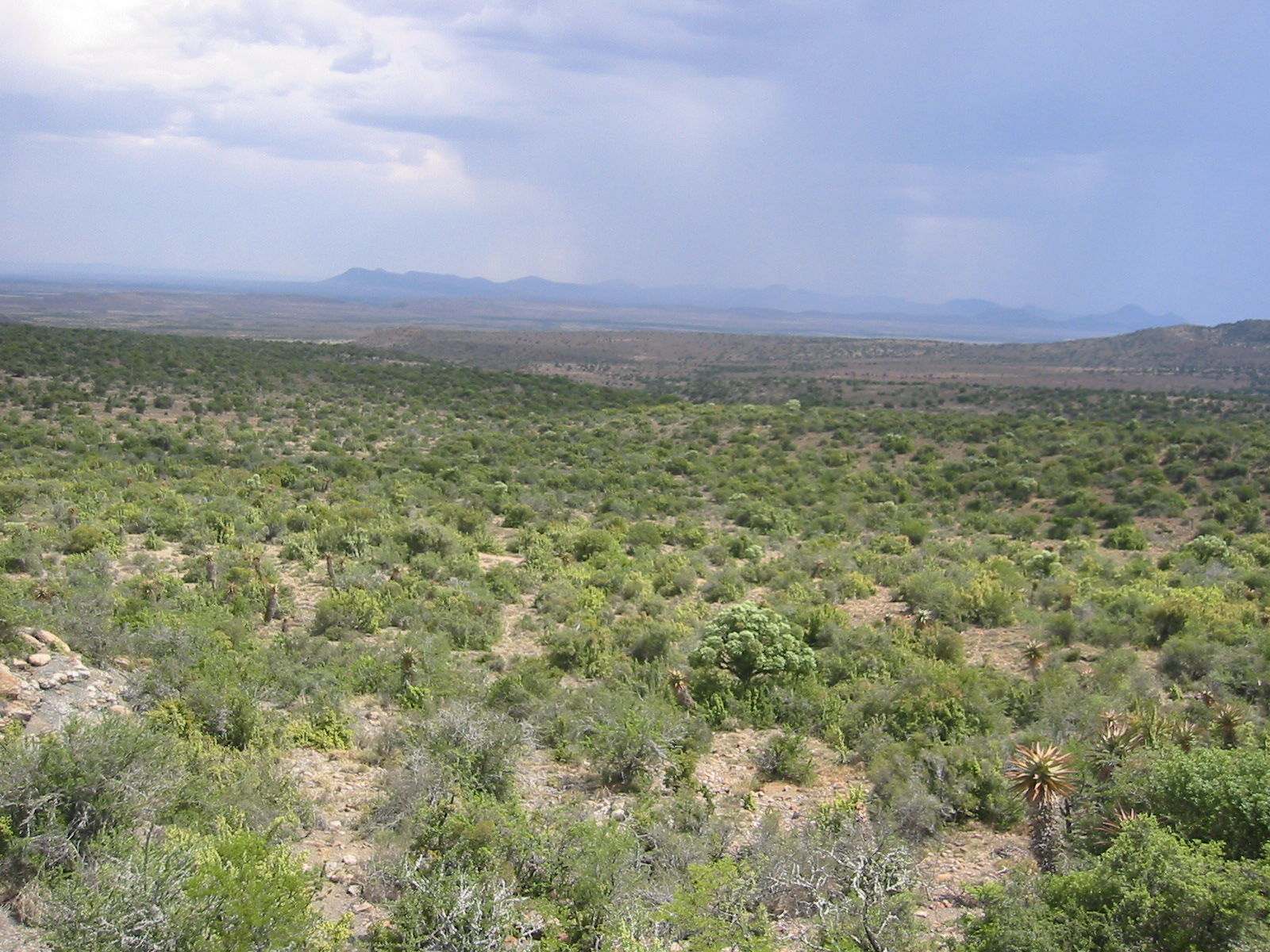
Karoo National Park. Ute Schmiedel arbeitet vegetationskundlich im Rahmen des BIOTA Projektes in der Karoo Südafrikas und Namibias.

Ute Schmiedel (* 17. Januar 1965 in Helsinki, Finnland) ist eine deutsche Biologin mit dem Schwerpunkt Botanik und Dozentin an der Universität Hamburg.
Ihr botanisch-mykologisches Autorenkürzel lautet „U.Schmiedel“.

## Leben
Ute Schmiedel absolvierte eine Berufsausbildung zur Gärtnerin und schloss diese 1987 ab. Bis 1993 studierte sie Biologie, Geschichte und Erziehungswissenschaft an der Universität Hamburg. 1994 schrieb sie ihre Staatsexamensarbeit mit dem Titel Standortoekologische und strukturelle Untersuchungen zur Vegetation der Quarzflächen in der Knersvlakte (Südafrika) bei Norbert Jürgens. Sie arbeitete anschließend weiter in diesem Feld: es folgten Studien der Flora-, Vegetation- und Habitat-Ökologie von Quartzfeldern des südlichen Afrikas mit erweiterten Exkursionen im südlichen Afrika (Namibia und Südafrika). 2002 reichte sie ihre Doktorarbeit zum Thema The quartz fields of southern Africa: Flora, phytogeography, vegetation, and habitat ecology am Botanisches Institut der Universität Köln ein.

## Arbeit

### Forschung
Der geographische Forschungsschwerpunkt von Ute Schmiedel ist die Karoo, die Halbwüstenlandschaft in den Hochebenen Südafrikas, nördlich der Großen Randstufe und im südlichen Namibia.
1. Biodiversität und Landnutzung im südwestlichen Südafrika (BIOTA Southern Africa).
2. Anpassungsstrategien von Kleinbauern an Klimawandelbedingungen in Äthiopien und Südafrika (Mechal).
3. Vegetationsökologie der Trockengebiete des südwestlichen Afrika. Vegetationsmuster, strukturelle Anpassungen (Plant functional traits) und die sie steuernden Umweltfaktoren.
4. Standortökologie, Flora und phytogeographische Muster, Effekte von Störung und Restoration der Quarzflächen des südlichen Afrika.
5. Partizipative Ansätze in angewandter Biodiversitätsforschung.[1]

Sie ist stark in das Projekt  BIOTA Süd Afrika eingebunden, mit dem systematisch die Biodiversität dieses Hotspots der Biologischen Vielfalt erforscht und erhalten werden soll. Schmiedel war Koordinatorin und verantwortliche Trainerin des Para-Ökologen-Trainingsprogrammes von BIOTA Southern Africa, bei dem Mitglieder der lokalen Landnutzer-Gemeinschaften als Forschungsassistenten ausgebildet werden.

### Lehre
Im MSc.-Modul Ökologie und Biodiversität Afrikas lehrt sie in einem Seminar Ökologie und Biodiversität Afrikas und betreut das Praktikum und die Exkursion Ökologisches Geländepraktikum in Afrika.